# Потапов, Василий Никифорович
Васи́лий Ники́форович Пота́пов (1836 — 5 февраля 1890) — заслуженный экстраординарный профессор Московской духовной академии.

## Биография
Потапов Василий Никифорович родился в семье священника Введенской церкви протоиерея Н. И. Потапова (?—1865), профессора Московской академии (1818—1823).
В 1854 году окончил московскую духовную семинарию, в 1858 году — Московскую духовную академию 1-м магистром 21-го курса. Был оставлен при академии в звании бакалавра по кафедре логики и истории новой философии. С февраля 1859 — магистр богословия, с сентября 1864 — экстраординарный профессор. С августа 1870 года дополнительно стал читать также историю древней философии. Был болен астмой и в октябре 1883 года вынужденно вышел в отставку со званием заслуженного экстраординарного профессора; с ноября — почётный член академии.
Болезнь была причиной, по которой Потапов оставил после себя мало трудов своей учёно-литературной деятельности; он чрезвычайно дорожил печатным словом и всегда опубликовывал лишь то, что было доведено им до совершенства. В январе 1879 года он редактировал переводившиеся на русский язык «Творения Св. Отцов». Им был написан ряд статей по богословию и философии в журнале «Душеполезное чтение», а также работа по метеорологии, которую он не успел напечатать.

## Публикации
Из трудов Потапова известны:
- «О книге св. пророка Даниила»[3]
- «Помни, что Господь всегда с тобой присутствует»[4]
- «Можно ли возбудить в себе любовь к ближнему, когда её не чувствуешь»[5]
- «Несколько слов о восстании против властей»[6]
- «О самоотвержении»[7]
- «Достаточно ли для философии метода естественных наук»[8]
- «О взаимодействии вещей», актовая речь, произнесенная 1-го октября 1879 г.[9]